# Улица Шевченко (Днепр)
Улица Шевченко — одна из центральных улиц города Днепра (Украина). Проходит от ул. Олеся Гончара (бывшей ул. Кирова, а ещё ранее Полтавской), спускается с холма параллельно проспекту Дмитрия Яворницкого (ранее — Карла Маркса). Её пересекают улицы: Василия Жуковского, Владимира Моссаковского (Клары Цеткин), Гоголя, Исполкомовская, Сечевых Стрельцов (Артема), Михаила Грушевского (Карла Либкнехта). Продолжением её является Троицкая (Красная) площадь.

## Название
- Название дано в честь украинского поэта Тараса Шевченко.

- № 21 — Художественный музей.

## Организации на этой улице

### Банки
- АктаБанк, ул. Шевченко, 53

## Галерея

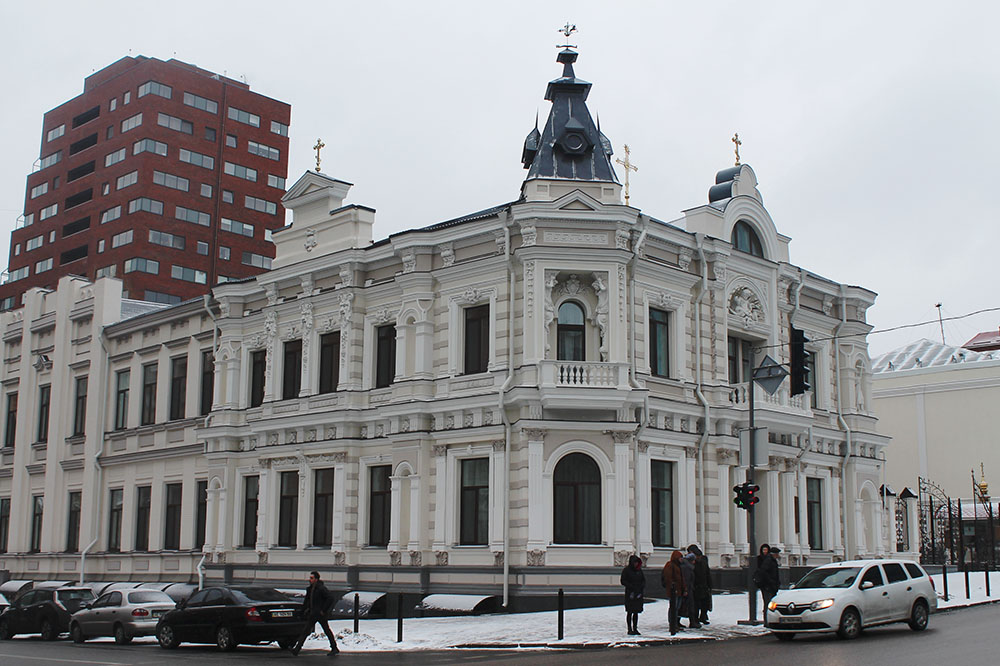
Перекресток улиц Сечевых Стрельцов и Шевченко
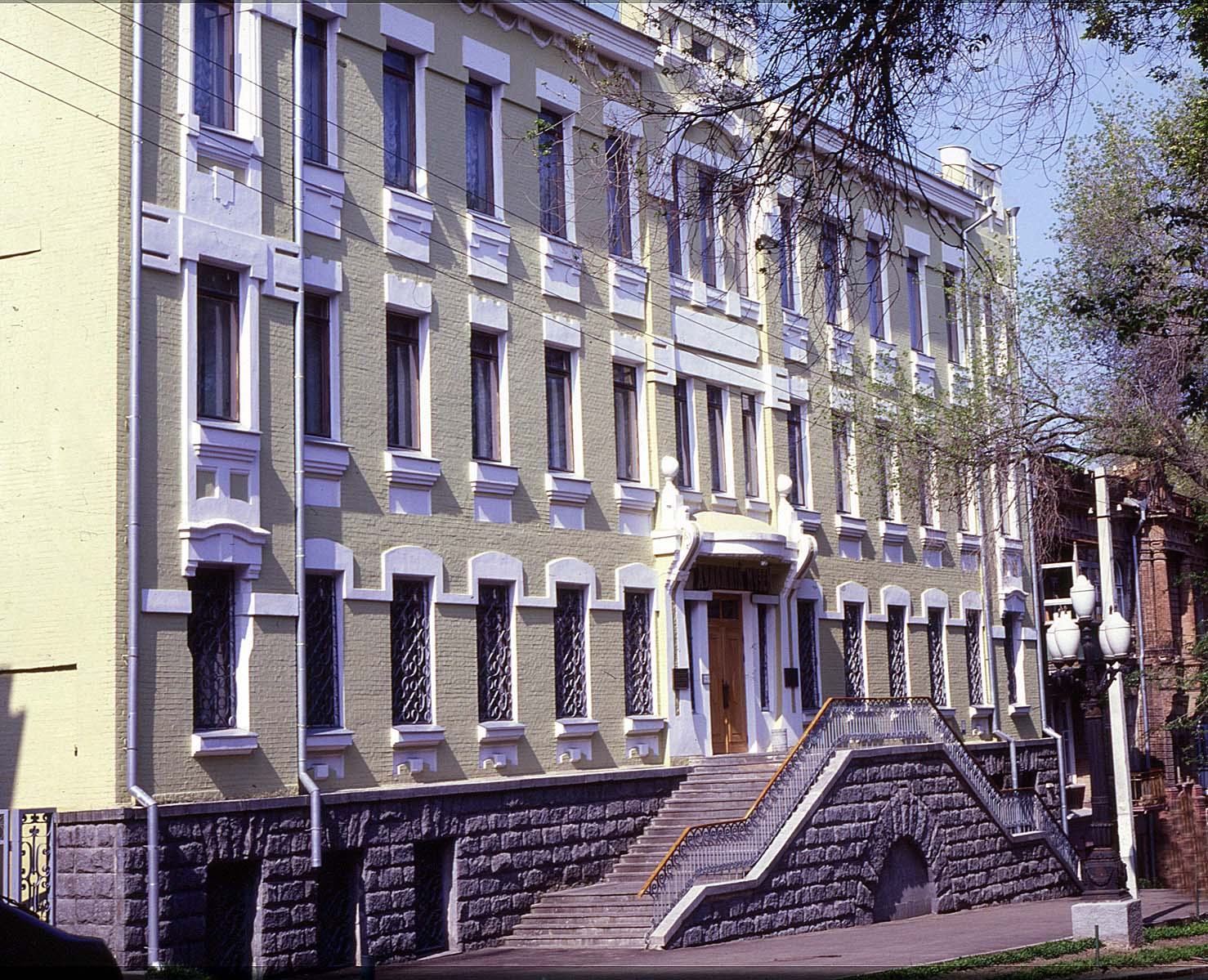
Шевченко, 21 - Днепровский художественный музей
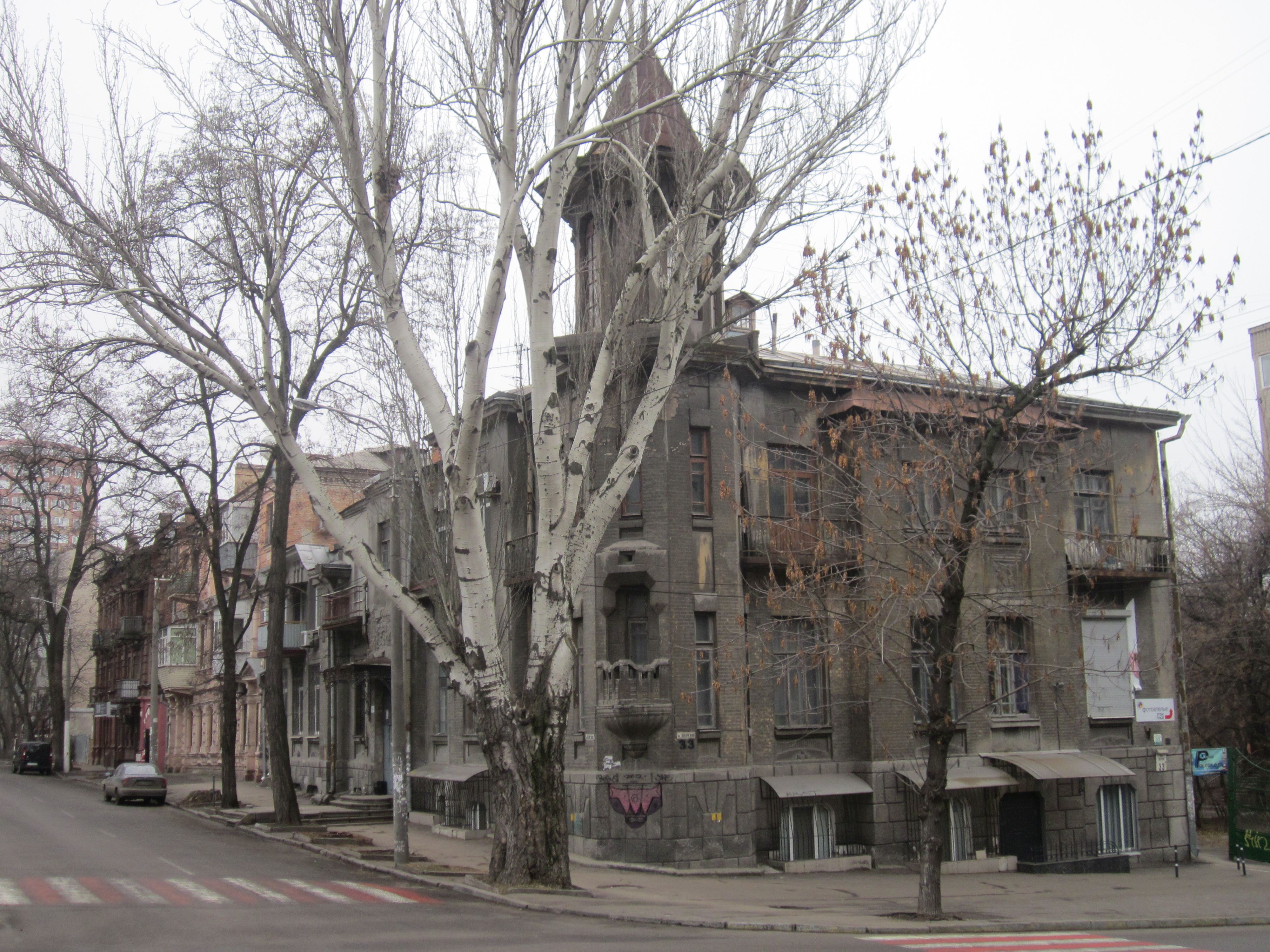
Шевченко, 33 (особняк Непокойчицкого) на углу улиц Гоголя и Шевченко